# Гизи, Клаус
Кла́ус Ги́зи (нем. Klaus Gysi; 3 марта 1912, Берлин — 6 марта 1999, Берлин) — немецкий антифашист, участник движения Сопротивления, в 1966—1973 годах занимал должность министра культуры ГДР. В 1979—1988 годах — статс-секретарь по церковным вопросам.

## Биография
Клаус Гизи родился в семье врача и бухгалтера. Учился в народной школе в берлинском округе Нойкёльн и реальной гимназии, получил аттестат зрелости в 1931 году в Дармштадте. С 1928 года состоял в Коммунистическом союзе молодёжи Германии, Международной рабочей помощи и Социалистическом союзе учеников, в 1931 году вступил в Коммунистическую партию Германии. В 1931—1935 годах изучал экономику во Франкфурте-на-Майне, Сорбонне и в Берлине.
С 1931 года активно участвовал в Красном студенческом движении. В 1935 году его отчислили из Берлинского университета, в 1936 году Гизи отправился в Кембридж и в 1939 году вошёл в студенческое руководство КПГ в Париже. В 1939—1940 годах был интернирован во Франции и затем вернулся в Германию по решению КПГ вместе со своей женой Иреной, урождённой Лессинг, сестрой Готфрида Лессинга. Гизи работал в издательстве Hoppenstedt & Co. в Берлине и занимался нелегальной политической работой.
В 1946 году Гизи вступил в СЕПГ. В 1945—1948 годах работал главным редактором газеты Aufbau: Kulturpolitische Monatsschrift, в 1945—1947 годах состоял в совета президиума, секретарём союза и членом президиума Культурного союза. В 1949—1954 избирался депутатом Народной палаты ГДР. В 1952—1957 годах Гизи работал в издательстве Verlag Volk und Wissen и до 1966 года руководил издательством Aufbau-Verlag.
С 1963 года Гизи состоял в западной комиссии Политбюро ЦК СЕПГ. В 1966—1973 годах занимал должность министра культуры, состоял в Совете министров ГДР и культурной комиссии Политбюро ЦК СЕПГ. В 1967—1990 годах вновь избирался депутатом Народной палаты ГДР.
В 1973—1978 годах Гизи служил послом ГДР в Италии, Ватикане и на Мальте. В 1978—1979 годах занимал должность генерального секретаря Комитета ГДР по европейской безопасности и сотрудничеству по подготовке Совещания по безопасности и сотрудничеству в Европе. С ноября 1979 до своей отставки в 1988 году Гизи занимал должность статс-секретаря по церковным вопросам. В 1990 году вступил в Партию демократического социализма.
В 1956—1964 годах Гизи работал тайным информатором МГБ ГДР под псевдонимом «Курт».
Клаус Гизи похоронен на Далемском лесном кладбище в Берлине.
Дочь Клауса Гизи, актриса Габриэла Гизи выехала из ГДР в 1985 году. Сын Клауса Гизи, адвокат Грегор Гизи в 1989—1993 годах возглавлял Партию демократического социализма и до настоящего времени является одним из самых известных политиков из Левой партии.